# Aenigmatinea glatzella
Aenigmatinea glatzella Kristensen & Edwards, 2015 è un lepidottero endemico dell'Australia, unico rappresentante del genere Aenigmatinea Kristensen & Edwards, 2015 e della famiglia  Aenigmatineidae Kristensen & Edwards, 2015.

## Etimologia
Il nome del genere fa riferimento all'enigmatica combinazione di caratteri, in abbinamento al termine Tinea che, nell'accezione linneiana, stava a indicare tutti i piccoli lepidotteri omoneuri in cui la posizione delle ali a riposo ricorda una forma cilindrica.
L'epiteto specifico è stato dato in onore dello scopritore della falena, R. V. Glatz, oltre che per sottolineare l'insolita scarsità di scaglie sul capo dell'insetto, dal momento che Glatze, in tedesco, significa appunto "testa calva".

## Descrizione
Si tratta di piccole falene diurne, alquanto primitive, caratterizzate da una nervatura alare di tipo omoneuro e con una serie di caratteri morfologici decisamente peculiari, tali da fare ipotizzare una prossimità filogenetica con la famiglia Neopseustidae.
I principali caratteri distintivi sono a carico dell'ala anteriore e si possono riassumere nella presenza di un lobo jugale pronunciato, di un settore radiale suddiviso in due soli rami terminali e di una media non ramificata.

### Adulto

#### Capo
La capsula cefalica appare lucida, biancastra nel maschio e tendente al giallino nella femmina, ma marroncina nella parte inferiore. Si nota una singola macchia ialina tra i punti di inserzione delle antenne. La capsula risulta chiusa, se vista posteroventralmente, da un ponte ipostomale di lunghezza e spessore ragguardevoli, almeno per quanto riguarda i Lepidoptera. È possibile che questo distretto anatomico includa anche parte dei tessuti di pertinenza del labium, qui insolitamente ridotto. Non si nota la presenza di una "cresta" di scaglie in prossimità del vertice.
Le antenne hanno una lunghezza pari circa ai due terzi dell'ala anteriore, con lo scapo a forma di botte, di lunghezza più che doppia rispetto a quella del pedicello; sono rivestite di scaglie nere, piliformi sullo scapo e lamellari sul flagello. Si nota uno sclerite intercalare tra scapo e pedicello, la cui membrana è riccamente pigmentata e munita di microtrichia. I flagellomeri sono pressoché cilindrici e provvisti di lunghi sensilli.
Gli ommatidi degli occhi, la cui superficie è smussata,  appaiono parzialmente separati da sottili strisce di cuticola fortemente pigmentata. Gli ocelli sono sviluppati e la loro cuticola forma lenti inspessite, caratteristica tipica dei Lepidoptera più evoluti, e al contrario alquanto insolita nelle poche famiglie di Homoneura che conservano gli ocelli.
Le appendici boccali esternamente visibili appaiono fortemente ridotte, più che nelle altre famiglie di Lepidoptera Homoneura non-Hepialoidea. Il labrum risulta piccolo, stretto e non sclerificato, con una larghezza via via crescente verso l'apice e provvisto di microtrichia solo sulla superficie esterna. Le mandibole appaiono robuste ma non funzionali, essendo molli e prive di dentellatura; durante la fase farata, tuttavia, sono stati osservati dei movimenti mandibolari. Le mascelle sono costituite da piccole protuberanze bilobate, situate posteriormente alle mandibole, ai lati del processo mediano prelabio-ipofaringeo; il lobo interno (lacinia) risulta vestigiale, mentre quello esterno (galea) si mostra per la maggior parte non sclerificato ma provvisto di sensilli di vario genere, ravvicinati in prossimità dell'apice. Il suddetto processo prelabio-ipofaringeo è costituito da un lobo conico non slerificato, munito all'apice di un pronunciato orifizio che porta ad una piccola invaginazione, avente la funzione di salivarium vestigiale. Al momento non è stata identificata alcuna ghiandola salivare, benché siano presenti residue fibre muscolari molto assottigliate, probabilmente associate un tempo a questo tipo di struttura anatomica. I palpi labiali sono del tutto assenti, ma è possibile comunque identificare una ligula vestigiale. Il sitoforo appare robusto e privo di evidenti sensilli gustativi, decisamente affusolato nella parte anteriore e tronco nel margine interno. I muscoli addetti alla funzione succhiante sono ben sviluppati. A differenza di quanto osservato di norma nelle altre famiglie di non-Glossata, non si rileva alcuna commissura tritocerebrale al di sotto del tratto esofageo precerebrale.

#### Torace
Gli scleriti laterocervicali sono assottigliati ma mantenuti rigidi da robusti ispessimenti che corrono per tutta la loro lunghezza; rivelano inoltre dei processi subapicali che reggono setole con funzione propriocettiva. Il ponte precoxale è presente e molto sviluppato. Il primo spiracolo toracico è del "tipo Coelolepida" proposto da Davis nel 1975, in cui si osserva una sclerificazione atriale in un semplice apodema con la struttura di una "leva"; l'apertura è garantita da un legamento elastico che mette in connessione il pronoto con l'apice dell'apodema, mentre la chiusura è dovuta alla contrazione delle fibre muscolari poste tra l'apice apodemale e la parete atriale adiacente. Il rapporto tra la lunghezza del metanoto e quella del mesonoto è pari a circa 0,8. Il basisterno è rinforzato da una cresta mediana e risulta lievemente convesso nella sezione anteriore.
L'ala anteriore è lunga 4 mm, con un rapporto lunghezza/larghezza pari a circa 2.8; è priva di macchie o bande colorate, ma ricoperta di scaglie iridescenti la cui colorazione apparente muta repentinamente dal brunastro all'oro e via via fino al porpora, a seconda dell'angolo di incidenza della luce. Le scaglie sono più o meno triangolari, con margine esterno pressoché diritto e appaiono perforate. Sul margine alare si notano sottili scaglie piliformi grigio-brunastre, con qualche sfumatura di porpora. Il lobo jugale appare molto sviluppato.
L'ala posteriore è grigio-brunastra, con lievi iridescenze dorate, e priva di lobo jugale. Sulla costa (C) non sono presenti le setole del frenulum, ma al contrario si osserva un piccolo ciuffo di scaglie piliformi rivolte all'indietro, una struttura fino ad ora mai riportata nelle famiglie di falene omoneure.
Le nervature alari appaiono semplificate ad un livello insolito per gli Homoneura. Le venature omerali sono estremamente fragili e apprezzabili solo previa colorazione, oppure con la tecnica della microscopia a contrasto interferenziale. Nell'ala anteriore, la subcosta (Sc) non è ramificata, come pure la radio (R); il settore radiale (Rs) è rappresentato da un'unica biforcazione posta nel terzo centrale, mentre nell'ala posteriore la suddetta biforcazione si può trovare in posizione pre-apicale oppure essere addirittura assente; la media (M) non è ramificata nell'ala anteriore, mentre mostra due soli rami in quella posteriore. Certamente insolita è la configurazione delle nervature che raggiungono il termen nella parte posteriore delle ali, anteriormente alla cellula Cup: si tratta di tre sole nervature, ma nell'ala anteriore sono la M e i due rami della cubito (CuA1 e CuA2), mentre nell'ala posteriore si tratta dei due rami della media (M1 ed M2) e della singola CuA, priva di ramificazioni. Infine le nervature anali (A) si uniscono sia nell'ala anteriore sia in quella posteriore, giungendo al termen con un'unica nervatura A1+2.
Il margine anteriore del primo tergite toracico è appiattito; la parte anteriore sclerificata del tergite si ripiega vistosamente all'indietro.
Nella tibia del primo paio di zampe, l'epifisi è poco sviluppata (meno di un terzo della lunghezza tibiale) e situata distalmente, così da estendersi oltre il limite della tibia stessa; la formula degli speroni tibiali è 0-2-4.
Lo stomodeo è breve e semplice, con valvola cardiaca ben sviluppata.

#### Addome
La ghiandola sul V sternite addominale si apre verso l'esterno con una sorta di papilla appiattita pseudocircolare, a differenza di quanto avviene solitamente nei Lepidoptera. Nei tergiti e negli sterniti dei segmenti da II a VII si possono osservare delle "finestre" ovali, prive di pigmentazione, in prossimità dei margini laterali.
L'apparato genitale maschile è caratterizzato dalla presenza dei transtilla, ossia processi laterali delle valve. L'edeago ha una sclerificazione molto ridotta e rivela, poco prima dell'estremità anteriore, una fascia non sclerotizzata e flessibile che non trova corrispondenze tra le altre forme di Homoneura provviste di fallo sclerificato. Non si nota la presenza di cornuti lungo la vesica.
Nel genitale femminile, l'ovopositore è del "tipo Eriocrania" (sensu Davis, 1975), con l'urite VIII che va a formare una sorta di cono asimmetrico uniformemente sclerificato, i cui margini reggono robuste apofisi anteriori; la porzione dorso-mediana del suddetto cono si estende vistosamente all'indietro, andando a formare un lobo dorso-terminale piegato verso il basso. L'ultima parte dell'addome è costituita da una sorta di collare non sclerificato di forma pseudocilindrica, segnato da una netta plica trasversale. L'estremità posteriore rivela due processi laterali che convergono a formare una robusta apofisi posteriore. La bursa copulatrix risulta essere delicata e priva di sclerificazioni. L'estremità dell'ovopositore è provvista di una dentellatura ridotta e morbida, particolare coerente col fatto che le uova vengono deposte nelle parti libere della pianta nutrice, anziché inserite all'interno dei tessuti, come in altre famiglie di Lepidoptera.
Il mesentero è ampio e sviluppato. Si osservano sei tubi malpighiani, ciascuno adducente alla regione di transizione tra mesentero e proctodeo.

### Uovo
Dati non disponibili.

### Larva
Il bruco presenta segmenti toracici e addominali non sclerificati e privi di pigmentazione; non sono presenti né zampe né pseudozampe; sui segmenti toracici, in corrispondenza delle regioni che ospiterebbero i punti di inserzione delle zampe, si osservano piccole protuberanze tronche. La capsula cefalica appare stretta e non pigmentata, tranne che sulla superficie antero-dorsale e nelle parti boccali. Sono visibili piccole antenne, affiancate da evidenti strisce di cuticola cranica. Il tentorio è molto meno sviluppato di quello dei Micropterigidae, soprattutto nelle due branche anteriori che appaiono assottigliate, ma rappresenta comunque una struttura robusta.
Non sono distinguibili i palpi labiali. Il lobo prelabio-ipofaringeo appare arrotondato, con all'apice l'apertura della ghiandola labiale.

### Pupa
La pupa è exarata e dectica. Sul capo è visibile un'area "rugosa" mediale, dovuta alla presenza di piccolissimi coni ravvicinati; è probabile che questa struttura, senza simili nel gruppo dei lepidotteri omoneuri, giochi un ruolo, assieme alle mandibole, nell'apertura di una via che permetta l'emersione dell'adulto dal bozzolo. Le mandibole sono robuste e funzionali; il labrum è setoso ma non è possibile distinguere alcuna struttura paragonabile ad un anteclipeo.

## Biologia

### Ciclo biologico
Il maschio vola attivamente al mattino sopra le foglie della pianta ospite.
Gli adulti sono diurni e presumibilmente hanno vita breve. Sono stati osservati esclusivamente in prossimità delle piante di Callitris preissii, sulle cui foglie la femmina deposita le uova dopo l'accoppiamento. Il lungo ovopositore della femmina le permette di inserire le uova sotto una brattea, nel punto di contatto tra lo stelo centrale ed un meristema laterale.
Il forte sviluppo dei muscoli addetti alla suzione (non rilevabile nella larva) lascia presumere che l'adulto sia in grado di assumere acqua e altri fluidi dalle gocce presenti sulle foglie, sebbene questo fenomeno non sia ancora stato osservato finora.

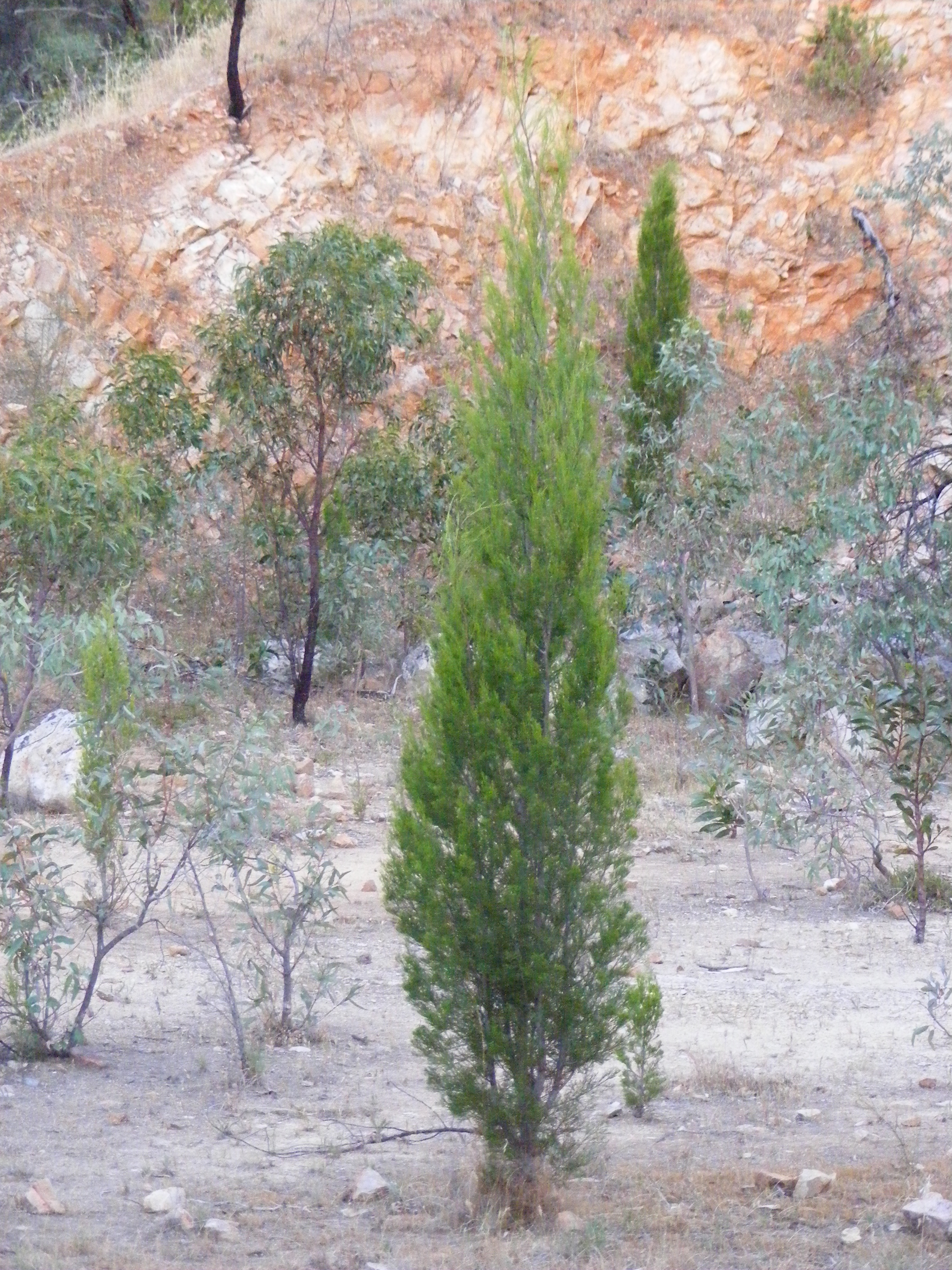
Callitris preissii

I segni lasciati dall'alimentazione della larva sono visibili sul lato inferiore della corteccia, in corrispondenza delle camere larvali.
La giovane larva crea la propria camera all'interno del tessuto dello stelo, più o meno in prossimità del punto di ovoposizione; l'allungamento del rametto in cui si trova determina la distanza maggiore o minore tra la posizione definitiva della camera e il punto di inserzione, non essendo stati trovati tunnel che indichino un percorso della larva prima dell'inizio della formazione della camera; la larva si nutre del floema e del tessuto della superficie interna della corteccia.
Si è notata la contemporanea presenza di larve a diversi stati di sviluppo e si presume che l'accrescimento larvale possa richiedere più di una stagione.

### Periodo di volo
La specie sembra essere univoltina, con il periodo di volo limitato ai soli mesi di settembre e ottobre.

### Alimentazione
La sola pianta nutrice riportata è Callitris preissii Miq., 1845 (Cupressaceae).

## Distribuzione e habitat

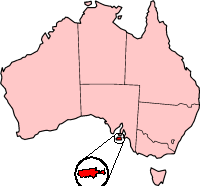
Posizione dell'isola dei Canguri rispetto all'Australia

Ae. glatzella è endemica dell'isola dei Canguri, a sud dell'Australia.
L'habitat è rappresentato da una fascia di territorio immediatamente retrostante la costa, in cui l'umidità rimane spesso a livelli elevati. Le piante di Callitris si trovano inframmezzate a eucalipti e ad altro genere di vegetazione erbosa o arbustiva, su una base costituita da terreni calcarei o dune sabbiose non consolidate. È possibile che la presenza di sabbia attorno a ogni pianta di Callitris abbia protetto questo micro-habitat dal propagarsi di incendi tra la vegetazione.

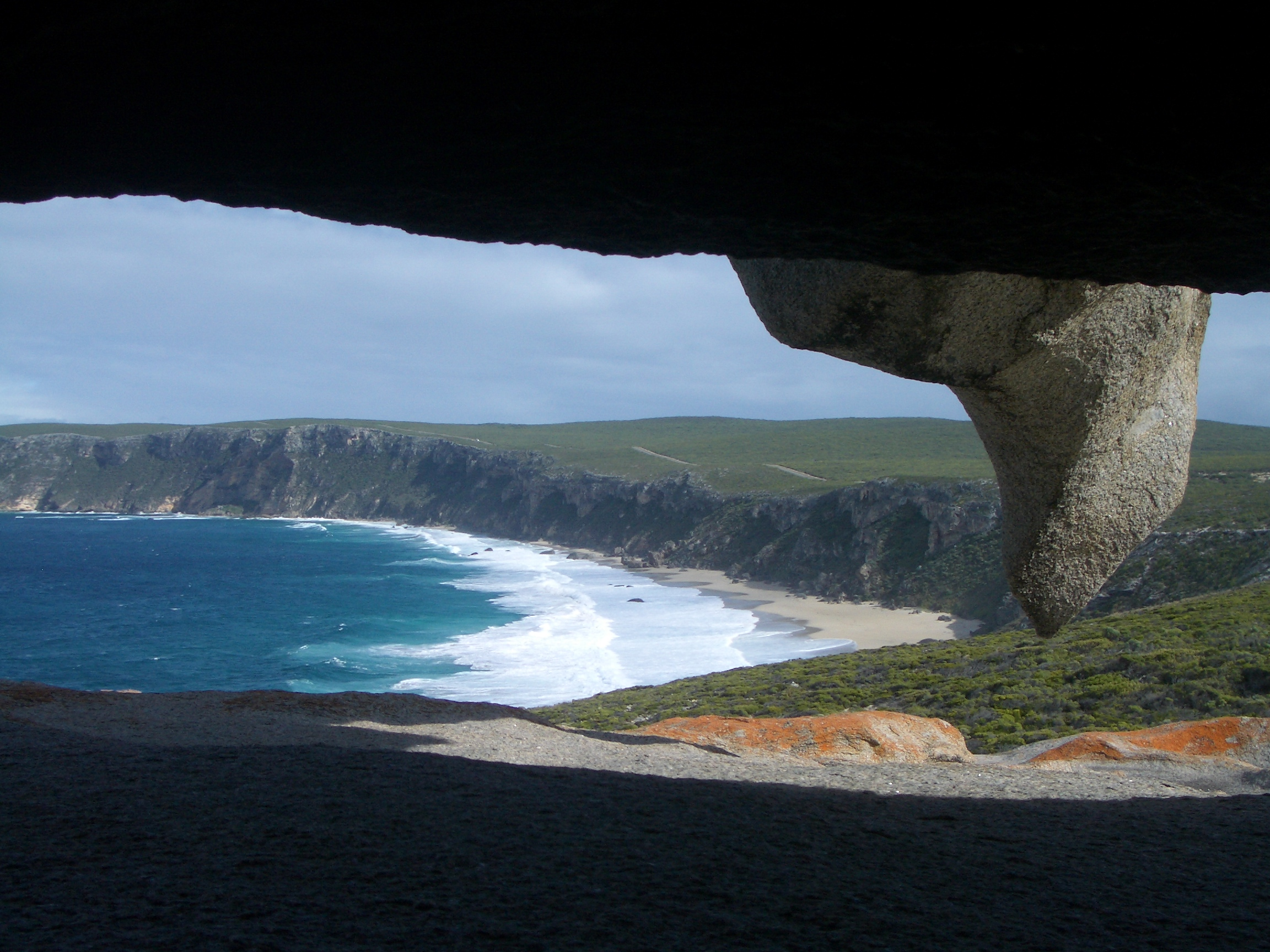
Spiaggia presso Remarkable Rocks, nell'isola dei Canguri

## Tassonomia
Sebbene la struttura fortemente ridotta delle parti boccali non consenta di prendere una decisione chiara sulla posizione tassonomica della famiglia, tuttavia altri particolari anatomici, oltre all'analisi molecolare (vedi paragrafo Filogenesi), consentono di ascrivere questo taxon all'interno dei Glossata; in particolare, i caratteri morfologici che vengono presi in considerazione sono: l'assenza di commissura tritocerebrale libera, lo spessore cuticolare della lente dell'ocello, la peculiare struttura del primo spiracolo toracico, il contorno del mesobasisterno, e la presenza di perforazioni nelle scaglie delle ali. In questa chiave, le piccolissime galee di Aenigmatinea sono da considerarsi il risultato della riduzione funzionale di una spirotromba, anziché un suo carattere precursore. Pertanto, i pochi caratteri apparentemente riconducibili a una posizione precedente ai Glossata, vanno invece considerati come modificazioni secondarie. È ad esempio il caso delle ghiandole colleteriche femminili di "tipo 1" anziché di "tipo 3" (caratteristica comune a tutti i non-Glossata), oppure il corpotentorium tozzo e rigido della larva, in qualche modo simile a quello dei Micropterigidae. Aenigmatinea condivide con i Neopseustidae la presenza di un robusto ponte precoxale situato tra pleura e sterno del protorace, caratteristica da considerarsi basale anche per gli Heteroneura, mentre condivide con gli Acanthopteroctetidae la caratteristica struttura dei transtilla nel genitale maschile, impossibile da riscontrare tra gli altri gruppi di Homoneura. Altre similitudini con Neopseustidae e Acanthopteroctetidae riguardano la struttura fine delle antenne.
Pertanto si è ritenuto opportuno inquadrare tassonomicamente la famiglia Aenigmatineidae nel modo seguente:
- Superfamiglia Neopseustoidea Hering, 1925
  - Famiglia Aenigmatineidae Kristensen & Edwards, 2015
    - Genere Aenigmatinea Kristensen & Edwards, 2015 (genere tipo)

### Specie
L'unica specie nota è:
- Aenigmatinea glatzella Kristensen & Edwards, 2015 - Systematic entomology 40(1): 7 - Locus typicus: Australia, Australia Meridionale, isola dei Canguri, "on private property, 1 km N of Willson River mouth, Mouth Flat, 35°51′S/137°56′E, 5. x. 2012 [South Australian Museum, Adelaide]" (cit.) (specie tipo)[1]

### Sinonimi
Non sono stati riportati sinonimi.

## Filogenesi
È mostrato di seguito un cladogramma dei gruppi basali di Lepidoptera, ricavato dal lavoro di N. P. Kristensen et al. (2015), analizzando un set di geni attraverso il software MrBayes (v. 3.2), dopo aver escluso i siti a più rapida evoluzione, grazie al programma "Tiger". Si noti la maggiore affinità tra Aenigmatineidae e Neopseustidae e la posizione del gruppo Acanthopteroctetidae+Aenigmatineidae+Neopseustidae come sister group (clade parallelo) degli Heteroneura, a conferma di quanto ipotizzato già in lavori precedenti (Mutanen et al., 2010; Regier et al., 2013).
|  | Trichoptera |
|  |             |

|  | Agathiphagidae  |
|  |                 |
|  | Micropterigidae |
|  |                 |

|  | Lophocoronidae        |
|  |                       |
|  | Exoporia (6 famiglie) |
|  |                       |

|  | Acanthopteroctetidae                                              |
|  |                                                                   |
|  | \| \| Aenigmatineidae \| \| \| \| \| \| Neopseustidae \| \| \| \| |
|  |                                                                   |
|  | Aenigmatineidae                                                   |
|  |                                                                   |
|  | Neopseustidae                                                     |
|  |                                                                   |

|  | Aenigmatineidae |
|  |                 |
|  | Neopseustidae   |
|  |                 |

|  | Acanthopteroctetidae                                              |
|  |                                                                   |
|  | \| \| Aenigmatineidae \| \| \| \| \| \| Neopseustidae \| \| \| \| |
|  |                                                                   |
|  | Aenigmatineidae                                                   |
|  |                                                                   |
|  | Neopseustidae                                                     |
|  |                                                                   |

|  | Aenigmatineidae |
|  |                 |
|  | Neopseustidae   |
|  |                 |

|  | Acanthopteroctetidae                                              |
|  |                                                                   |
|  | \| \| Aenigmatineidae \| \| \| \| \| \| Neopseustidae \| \| \| \| |
|  |                                                                   |
|  | Aenigmatineidae                                                   |
|  |                                                                   |
|  | Neopseustidae                                                     |
|  |                                                                   |

|  | Aenigmatineidae |
|  |                 |
|  | Neopseustidae   |
|  |                 |

|  | Acanthopteroctetidae                                              |
|  |                                                                   |
|  | \| \| Aenigmatineidae \| \| \| \| \| \| Neopseustidae \| \| \| \| |
|  |                                                                   |
|  | Aenigmatineidae                                                   |
|  |                                                                   |
|  | Neopseustidae                                                     |
|  |                                                                   |

|  | Aenigmatineidae |
|  |                 |
|  | Neopseustidae   |
|  |                 |

|  | Lophocoronidae        |
|  |                       |
|  | Exoporia (6 famiglie) |
|  |                       |

|  | Acanthopteroctetidae                                              |
|  |                                                                   |
|  | \| \| Aenigmatineidae \| \| \| \| \| \| Neopseustidae \| \| \| \| |
|  |                                                                   |
|  | Aenigmatineidae                                                   |
|  |                                                                   |
|  | Neopseustidae                                                     |
|  |                                                                   |

|  | Aenigmatineidae |
|  |                 |
|  | Neopseustidae   |
|  |                 |

|  | Acanthopteroctetidae                                              |
|  |                                                                   |
|  | \| \| Aenigmatineidae \| \| \| \| \| \| Neopseustidae \| \| \| \| |
|  |                                                                   |
|  | Aenigmatineidae                                                   |
|  |                                                                   |
|  | Neopseustidae                                                     |
|  |                                                                   |

|  | Aenigmatineidae |
|  |                 |
|  | Neopseustidae   |
|  |                 |

|  | Acanthopteroctetidae                                              |
|  |                                                                   |
|  | \| \| Aenigmatineidae \| \| \| \| \| \| Neopseustidae \| \| \| \| |
|  |                                                                   |
|  | Aenigmatineidae                                                   |
|  |                                                                   |
|  | Neopseustidae                                                     |
|  |                                                                   |

|  | Aenigmatineidae |
|  |                 |
|  | Neopseustidae   |
|  |                 |

|  | Acanthopteroctetidae                                              |
|  |                                                                   |
|  | \| \| Aenigmatineidae \| \| \| \| \| \| Neopseustidae \| \| \| \| |
|  |                                                                   |
|  | Aenigmatineidae                                                   |
|  |                                                                   |
|  | Neopseustidae                                                     |
|  |                                                                   |

|  | Aenigmatineidae |
|  |                 |
|  | Neopseustidae   |
|  |                 |

|  | Lophocoronidae        |
|  |                       |
|  | Exoporia (6 famiglie) |
|  |                       |

|  | Acanthopteroctetidae                                              |
|  |                                                                   |
|  | \| \| Aenigmatineidae \| \| \| \| \| \| Neopseustidae \| \| \| \| |
|  |                                                                   |
|  | Aenigmatineidae                                                   |
|  |                                                                   |
|  | Neopseustidae                                                     |
|  |                                                                   |

|  | Aenigmatineidae |
|  |                 |
|  | Neopseustidae   |
|  |                 |

|  | Acanthopteroctetidae                                              |
|  |                                                                   |
|  | \| \| Aenigmatineidae \| \| \| \| \| \| Neopseustidae \| \| \| \| |
|  |                                                                   |
|  | Aenigmatineidae                                                   |
|  |                                                                   |
|  | Neopseustidae                                                     |
|  |                                                                   |

|  | Aenigmatineidae |
|  |                 |
|  | Neopseustidae   |
|  |                 |

|  | Acanthopteroctetidae                                              |
|  |                                                                   |
|  | \| \| Aenigmatineidae \| \| \| \| \| \| Neopseustidae \| \| \| \| |
|  |                                                                   |
|  | Aenigmatineidae                                                   |
|  |                                                                   |
|  | Neopseustidae                                                     |
|  |                                                                   |

|  | Aenigmatineidae |
|  |                 |
|  | Neopseustidae   |
|  |                 |

|  | Acanthopteroctetidae                                              |
|  |                                                                   |
|  | \| \| Aenigmatineidae \| \| \| \| \| \| Neopseustidae \| \| \| \| |
|  |                                                                   |
|  | Aenigmatineidae                                                   |
|  |                                                                   |
|  | Neopseustidae                                                     |
|  |                                                                   |

|  | Aenigmatineidae |
|  |                 |
|  | Neopseustidae   |
|  |                 |

|  | Lophocoronidae        |
|  |                       |
|  | Exoporia (6 famiglie) |
|  |                       |

|  | Acanthopteroctetidae                                              |
|  |                                                                   |
|  | \| \| Aenigmatineidae \| \| \| \| \| \| Neopseustidae \| \| \| \| |
|  |                                                                   |
|  | Aenigmatineidae                                                   |
|  |                                                                   |
|  | Neopseustidae                                                     |
|  |                                                                   |

|  | Aenigmatineidae |
|  |                 |
|  | Neopseustidae   |
|  |                 |

|  | Acanthopteroctetidae                                              |
|  |                                                                   |
|  | \| \| Aenigmatineidae \| \| \| \| \| \| Neopseustidae \| \| \| \| |
|  |                                                                   |
|  | Aenigmatineidae                                                   |
|  |                                                                   |
|  | Neopseustidae                                                     |
|  |                                                                   |

|  | Aenigmatineidae |
|  |                 |
|  | Neopseustidae   |
|  |                 |

|  | Acanthopteroctetidae                                              |
|  |                                                                   |
|  | \| \| Aenigmatineidae \| \| \| \| \| \| Neopseustidae \| \| \| \| |
|  |                                                                   |
|  | Aenigmatineidae                                                   |
|  |                                                                   |
|  | Neopseustidae                                                     |
|  |                                                                   |

|  | Aenigmatineidae |
|  |                 |
|  | Neopseustidae   |
|  |                 |

|  | Acanthopteroctetidae                                              |
|  |                                                                   |
|  | \| \| Aenigmatineidae \| \| \| \| \| \| Neopseustidae \| \| \| \| |
|  |                                                                   |
|  | Aenigmatineidae                                                   |
|  |                                                                   |
|  | Neopseustidae                                                     |
|  |                                                                   |

|  | Aenigmatineidae |
|  |                 |
|  | Neopseustidae   |
|  |                 |

|  | Agathiphagidae  |
|  |                 |
|  | Micropterigidae |
|  |                 |

|  | Lophocoronidae        |
|  |                       |
|  | Exoporia (6 famiglie) |
|  |                       |

|  | Acanthopteroctetidae                                              |
|  |                                                                   |
|  | \| \| Aenigmatineidae \| \| \| \| \| \| Neopseustidae \| \| \| \| |
|  |                                                                   |
|  | Aenigmatineidae                                                   |
|  |                                                                   |
|  | Neopseustidae                                                     |
|  |                                                                   |

|  | Aenigmatineidae |
|  |                 |
|  | Neopseustidae   |
|  |                 |

|  | Acanthopteroctetidae                                              |
|  |                                                                   |
|  | \| \| Aenigmatineidae \| \| \| \| \| \| Neopseustidae \| \| \| \| |
|  |                                                                   |
|  | Aenigmatineidae                                                   |
|  |                                                                   |
|  | Neopseustidae                                                     |
|  |                                                                   |

|  | Aenigmatineidae |
|  |                 |
|  | Neopseustidae   |
|  |                 |

|  | Acanthopteroctetidae                                              |
|  |                                                                   |
|  | \| \| Aenigmatineidae \| \| \| \| \| \| Neopseustidae \| \| \| \| |
|  |                                                                   |
|  | Aenigmatineidae                                                   |
|  |                                                                   |
|  | Neopseustidae                                                     |
|  |                                                                   |

|  | Aenigmatineidae |
|  |                 |
|  | Neopseustidae   |
|  |                 |

|  | Acanthopteroctetidae                                              |
|  |                                                                   |
|  | \| \| Aenigmatineidae \| \| \| \| \| \| Neopseustidae \| \| \| \| |
|  |                                                                   |
|  | Aenigmatineidae                                                   |
|  |                                                                   |
|  | Neopseustidae                                                     |
|  |                                                                   |

|  | Aenigmatineidae |
|  |                 |
|  | Neopseustidae   |
|  |                 |

|  | Lophocoronidae        |
|  |                       |
|  | Exoporia (6 famiglie) |
|  |                       |

|  | Acanthopteroctetidae                                              |
|  |                                                                   |
|  | \| \| Aenigmatineidae \| \| \| \| \| \| Neopseustidae \| \| \| \| |
|  |                                                                   |
|  | Aenigmatineidae                                                   |
|  |                                                                   |
|  | Neopseustidae                                                     |
|  |                                                                   |

|  | Aenigmatineidae |
|  |                 |
|  | Neopseustidae   |
|  |                 |

|  | Acanthopteroctetidae                                              |
|  |                                                                   |
|  | \| \| Aenigmatineidae \| \| \| \| \| \| Neopseustidae \| \| \| \| |
|  |                                                                   |
|  | Aenigmatineidae                                                   |
|  |                                                                   |
|  | Neopseustidae                                                     |
|  |                                                                   |

|  | Aenigmatineidae |
|  |                 |
|  | Neopseustidae   |
|  |                 |

|  | Acanthopteroctetidae                                              |
|  |                                                                   |
|  | \| \| Aenigmatineidae \| \| \| \| \| \| Neopseustidae \| \| \| \| |
|  |                                                                   |
|  | Aenigmatineidae                                                   |
|  |                                                                   |
|  | Neopseustidae                                                     |
|  |                                                                   |

|  | Aenigmatineidae |
|  |                 |
|  | Neopseustidae   |
|  |                 |

|  | Acanthopteroctetidae                                              |
|  |                                                                   |
|  | \| \| Aenigmatineidae \| \| \| \| \| \| Neopseustidae \| \| \| \| |
|  |                                                                   |
|  | Aenigmatineidae                                                   |
|  |                                                                   |
|  | Neopseustidae                                                     |
|  |                                                                   |

|  | Aenigmatineidae |
|  |                 |
|  | Neopseustidae   |
|  |                 |

|  | Lophocoronidae        |
|  |                       |
|  | Exoporia (6 famiglie) |
|  |                       |

|  | Acanthopteroctetidae                                              |
|  |                                                                   |
|  | \| \| Aenigmatineidae \| \| \| \| \| \| Neopseustidae \| \| \| \| |
|  |                                                                   |
|  | Aenigmatineidae                                                   |
|  |                                                                   |
|  | Neopseustidae                                                     |
|  |                                                                   |

|  | Aenigmatineidae |
|  |                 |
|  | Neopseustidae   |
|  |                 |

|  | Acanthopteroctetidae                                              |
|  |                                                                   |
|  | \| \| Aenigmatineidae \| \| \| \| \| \| Neopseustidae \| \| \| \| |
|  |                                                                   |
|  | Aenigmatineidae                                                   |
|  |                                                                   |
|  | Neopseustidae                                                     |
|  |                                                                   |

|  | Aenigmatineidae |
|  |                 |
|  | Neopseustidae   |
|  |                 |

|  | Acanthopteroctetidae                                              |
|  |                                                                   |
|  | \| \| Aenigmatineidae \| \| \| \| \| \| Neopseustidae \| \| \| \| |
|  |                                                                   |
|  | Aenigmatineidae                                                   |
|  |                                                                   |
|  | Neopseustidae                                                     |
|  |                                                                   |

|  | Aenigmatineidae |
|  |                 |
|  | Neopseustidae   |
|  |                 |

|  | Acanthopteroctetidae                                              |
|  |                                                                   |
|  | \| \| Aenigmatineidae \| \| \| \| \| \| Neopseustidae \| \| \| \| |
|  |                                                                   |
|  | Aenigmatineidae                                                   |
|  |                                                                   |
|  | Neopseustidae                                                     |
|  |                                                                   |

|  | Aenigmatineidae |
|  |                 |
|  | Neopseustidae   |
|  |                 |

|  | Lophocoronidae        |
|  |                       |
|  | Exoporia (6 famiglie) |
|  |                       |

|  | Acanthopteroctetidae                                              |
|  |                                                                   |
|  | \| \| Aenigmatineidae \| \| \| \| \| \| Neopseustidae \| \| \| \| |
|  |                                                                   |
|  | Aenigmatineidae                                                   |
|  |                                                                   |
|  | Neopseustidae                                                     |
|  |                                                                   |

|  | Aenigmatineidae |
|  |                 |
|  | Neopseustidae   |
|  |                 |

|  | Acanthopteroctetidae                                              |
|  |                                                                   |
|  | \| \| Aenigmatineidae \| \| \| \| \| \| Neopseustidae \| \| \| \| |
|  |                                                                   |
|  | Aenigmatineidae                                                   |
|  |                                                                   |
|  | Neopseustidae                                                     |
|  |                                                                   |

|  | Aenigmatineidae |
|  |                 |
|  | Neopseustidae   |
|  |                 |

|  | Acanthopteroctetidae                                              |
|  |                                                                   |
|  | \| \| Aenigmatineidae \| \| \| \| \| \| Neopseustidae \| \| \| \| |
|  |                                                                   |
|  | Aenigmatineidae                                                   |
|  |                                                                   |
|  | Neopseustidae                                                     |
|  |                                                                   |

|  | Aenigmatineidae |
|  |                 |
|  | Neopseustidae   |
|  |                 |

|  | Acanthopteroctetidae                                              |
|  |                                                                   |
|  | \| \| Aenigmatineidae \| \| \| \| \| \| Neopseustidae \| \| \| \| |
|  |                                                                   |
|  | Aenigmatineidae                                                   |
|  |                                                                   |
|  | Neopseustidae                                                     |
|  |                                                                   |

|  | Aenigmatineidae |
|  |                 |
|  | Neopseustidae   |
|  |                 |

|  | Trichoptera |
|  |             |

|  | Agathiphagidae  |
|  |                 |
|  | Micropterigidae |
|  |                 |

|  | Lophocoronidae        |
|  |                       |
|  | Exoporia (6 famiglie) |
|  |                       |

|  | Acanthopteroctetidae                                              |
|  |                                                                   |
|  | \| \| Aenigmatineidae \| \| \| \| \| \| Neopseustidae \| \| \| \| |
|  |                                                                   |
|  | Aenigmatineidae                                                   |
|  |                                                                   |
|  | Neopseustidae                                                     |
|  |                                                                   |

|  | Aenigmatineidae |
|  |                 |
|  | Neopseustidae   |
|  |                 |

|  | Acanthopteroctetidae                                              |
|  |                                                                   |
|  | \| \| Aenigmatineidae \| \| \| \| \| \| Neopseustidae \| \| \| \| |
|  |                                                                   |
|  | Aenigmatineidae                                                   |
|  |                                                                   |
|  | Neopseustidae                                                     |
|  |                                                                   |

|  | Aenigmatineidae |
|  |                 |
|  | Neopseustidae   |
|  |                 |

|  | Acanthopteroctetidae                                              |
|  |                                                                   |
|  | \| \| Aenigmatineidae \| \| \| \| \| \| Neopseustidae \| \| \| \| |
|  |                                                                   |
|  | Aenigmatineidae                                                   |
|  |                                                                   |
|  | Neopseustidae                                                     |
|  |                                                                   |

|  | Aenigmatineidae |
|  |                 |
|  | Neopseustidae   |
|  |                 |

|  | Acanthopteroctetidae                                              |
|  |                                                                   |
|  | \| \| Aenigmatineidae \| \| \| \| \| \| Neopseustidae \| \| \| \| |
|  |                                                                   |
|  | Aenigmatineidae                                                   |
|  |                                                                   |
|  | Neopseustidae                                                     |
|  |                                                                   |

|  | Aenigmatineidae |
|  |                 |
|  | Neopseustidae   |
|  |                 |

|  | Lophocoronidae        |
|  |                       |
|  | Exoporia (6 famiglie) |
|  |                       |

|  | Acanthopteroctetidae                                              |
|  |                                                                   |
|  | \| \| Aenigmatineidae \| \| \| \| \| \| Neopseustidae \| \| \| \| |
|  |                                                                   |
|  | Aenigmatineidae                                                   |
|  |                                                                   |
|  | Neopseustidae                                                     |
|  |                                                                   |

|  | Aenigmatineidae |
|  |                 |
|  | Neopseustidae   |
|  |                 |

|  | Acanthopteroctetidae                                              |
|  |                                                                   |
|  | \| \| Aenigmatineidae \| \| \| \| \| \| Neopseustidae \| \| \| \| |
|  |                                                                   |
|  | Aenigmatineidae                                                   |
|  |                                                                   |
|  | Neopseustidae                                                     |
|  |                                                                   |

|  | Aenigmatineidae |
|  |                 |
|  | Neopseustidae   |
|  |                 |

|  | Acanthopteroctetidae                                              |
|  |                                                                   |
|  | \| \| Aenigmatineidae \| \| \| \| \| \| Neopseustidae \| \| \| \| |
|  |                                                                   |
|  | Aenigmatineidae                                                   |
|  |                                                                   |
|  | Neopseustidae                                                     |
|  |                                                                   |

|  | Aenigmatineidae |
|  |                 |
|  | Neopseustidae   |
|  |                 |

|  | Acanthopteroctetidae                                              |
|  |                                                                   |
|  | \| \| Aenigmatineidae \| \| \| \| \| \| Neopseustidae \| \| \| \| |
|  |                                                                   |
|  | Aenigmatineidae                                                   |
|  |                                                                   |
|  | Neopseustidae                                                     |
|  |                                                                   |

|  | Aenigmatineidae |
|  |                 |
|  | Neopseustidae   |
|  |                 |

|  | Lophocoronidae        |
|  |                       |
|  | Exoporia (6 famiglie) |
|  |                       |

|  | Acanthopteroctetidae                                              |
|  |                                                                   |
|  | \| \| Aenigmatineidae \| \| \| \| \| \| Neopseustidae \| \| \| \| |
|  |                                                                   |
|  | Aenigmatineidae                                                   |
|  |                                                                   |
|  | Neopseustidae                                                     |
|  |                                                                   |

|  | Aenigmatineidae |
|  |                 |
|  | Neopseustidae   |
|  |                 |

|  | Acanthopteroctetidae                                              |
|  |                                                                   |
|  | \| \| Aenigmatineidae \| \| \| \| \| \| Neopseustidae \| \| \| \| |
|  |                                                                   |
|  | Aenigmatineidae                                                   |
|  |                                                                   |
|  | Neopseustidae                                                     |
|  |                                                                   |

|  | Aenigmatineidae |
|  |                 |
|  | Neopseustidae   |
|  |                 |

|  | Acanthopteroctetidae                                              |
|  |                                                                   |
|  | \| \| Aenigmatineidae \| \| \| \| \| \| Neopseustidae \| \| \| \| |
|  |                                                                   |
|  | Aenigmatineidae                                                   |
|  |                                                                   |
|  | Neopseustidae                                                     |
|  |                                                                   |

|  | Aenigmatineidae |
|  |                 |
|  | Neopseustidae   |
|  |                 |

|  | Acanthopteroctetidae                                              |
|  |                                                                   |
|  | \| \| Aenigmatineidae \| \| \| \| \| \| Neopseustidae \| \| \| \| |
|  |                                                                   |
|  | Aenigmatineidae                                                   |
|  |                                                                   |
|  | Neopseustidae                                                     |
|  |                                                                   |

|  | Aenigmatineidae |
|  |                 |
|  | Neopseustidae   |
|  |                 |

|  | Lophocoronidae        |
|  |                       |
|  | Exoporia (6 famiglie) |
|  |                       |

|  | Acanthopteroctetidae                                              |
|  |                                                                   |
|  | \| \| Aenigmatineidae \| \| \| \| \| \| Neopseustidae \| \| \| \| |
|  |                                                                   |
|  | Aenigmatineidae                                                   |
|  |                                                                   |
|  | Neopseustidae                                                     |
|  |                                                                   |

|  | Aenigmatineidae |
|  |                 |
|  | Neopseustidae   |
|  |                 |

|  | Acanthopteroctetidae                                              |
|  |                                                                   |
|  | \| \| Aenigmatineidae \| \| \| \| \| \| Neopseustidae \| \| \| \| |
|  |                                                                   |
|  | Aenigmatineidae                                                   |
|  |                                                                   |
|  | Neopseustidae                                                     |
|  |                                                                   |

|  | Aenigmatineidae |
|  |                 |
|  | Neopseustidae   |
|  |                 |

|  | Acanthopteroctetidae                                              |
|  |                                                                   |
|  | \| \| Aenigmatineidae \| \| \| \| \| \| Neopseustidae \| \| \| \| |
|  |                                                                   |
|  | Aenigmatineidae                                                   |
|  |                                                                   |
|  | Neopseustidae                                                     |
|  |                                                                   |

|  | Aenigmatineidae |
|  |                 |
|  | Neopseustidae   |
|  |                 |

|  | Acanthopteroctetidae                                              |
|  |                                                                   |
|  | \| \| Aenigmatineidae \| \| \| \| \| \| Neopseustidae \| \| \| \| |
|  |                                                                   |
|  | Aenigmatineidae                                                   |
|  |                                                                   |
|  | Neopseustidae                                                     |
|  |                                                                   |

|  | Aenigmatineidae |
|  |                 |
|  | Neopseustidae   |
|  |                 |

|  | Agathiphagidae  |
|  |                 |
|  | Micropterigidae |
|  |                 |

|  | Lophocoronidae        |
|  |                       |
|  | Exoporia (6 famiglie) |
|  |                       |

|  | Acanthopteroctetidae                                              |
|  |                                                                   |
|  | \| \| Aenigmatineidae \| \| \| \| \| \| Neopseustidae \| \| \| \| |
|  |                                                                   |
|  | Aenigmatineidae                                                   |
|  |                                                                   |
|  | Neopseustidae                                                     |
|  |                                                                   |

|  | Aenigmatineidae |
|  |                 |
|  | Neopseustidae   |
|  |                 |

|  | Acanthopteroctetidae                                              |
|  |                                                                   |
|  | \| \| Aenigmatineidae \| \| \| \| \| \| Neopseustidae \| \| \| \| |
|  |                                                                   |
|  | Aenigmatineidae                                                   |
|  |                                                                   |
|  | Neopseustidae                                                     |
|  |                                                                   |

|  | Aenigmatineidae |
|  |                 |
|  | Neopseustidae   |
|  |                 |

|  | Acanthopteroctetidae                                              |
|  |                                                                   |
|  | \| \| Aenigmatineidae \| \| \| \| \| \| Neopseustidae \| \| \| \| |
|  |                                                                   |
|  | Aenigmatineidae                                                   |
|  |                                                                   |
|  | Neopseustidae                                                     |
|  |                                                                   |

|  | Aenigmatineidae |
|  |                 |
|  | Neopseustidae   |
|  |                 |

|  | Acanthopteroctetidae                                              |
|  |                                                                   |
|  | \| \| Aenigmatineidae \| \| \| \| \| \| Neopseustidae \| \| \| \| |
|  |                                                                   |
|  | Aenigmatineidae                                                   |
|  |                                                                   |
|  | Neopseustidae                                                     |
|  |                                                                   |

|  | Aenigmatineidae |
|  |                 |
|  | Neopseustidae   |
|  |                 |

|  | Lophocoronidae        |
|  |                       |
|  | Exoporia (6 famiglie) |
|  |                       |

|  | Acanthopteroctetidae                                              |
|  |                                                                   |
|  | \| \| Aenigmatineidae \| \| \| \| \| \| Neopseustidae \| \| \| \| |
|  |                                                                   |
|  | Aenigmatineidae                                                   |
|  |                                                                   |
|  | Neopseustidae                                                     |
|  |                                                                   |

|  | Aenigmatineidae |
|  |                 |
|  | Neopseustidae   |
|  |                 |

|  | Acanthopteroctetidae                                              |
|  |                                                                   |
|  | \| \| Aenigmatineidae \| \| \| \| \| \| Neopseustidae \| \| \| \| |
|  |                                                                   |
|  | Aenigmatineidae                                                   |
|  |                                                                   |
|  | Neopseustidae                                                     |
|  |                                                                   |

|  | Aenigmatineidae |
|  |                 |
|  | Neopseustidae   |
|  |                 |

|  | Acanthopteroctetidae                                              |
|  |                                                                   |
|  | \| \| Aenigmatineidae \| \| \| \| \| \| Neopseustidae \| \| \| \| |
|  |                                                                   |
|  | Aenigmatineidae                                                   |
|  |                                                                   |
|  | Neopseustidae                                                     |
|  |                                                                   |

|  | Aenigmatineidae |
|  |                 |
|  | Neopseustidae   |
|  |                 |

|  | Acanthopteroctetidae                                              |
|  |                                                                   |
|  | \| \| Aenigmatineidae \| \| \| \| \| \| Neopseustidae \| \| \| \| |
|  |                                                                   |
|  | Aenigmatineidae                                                   |
|  |                                                                   |
|  | Neopseustidae                                                     |
|  |                                                                   |

|  | Aenigmatineidae |
|  |                 |
|  | Neopseustidae   |
|  |                 |

|  | Lophocoronidae        |
|  |                       |
|  | Exoporia (6 famiglie) |
|  |                       |

|  | Acanthopteroctetidae                                              |
|  |                                                                   |
|  | \| \| Aenigmatineidae \| \| \| \| \| \| Neopseustidae \| \| \| \| |
|  |                                                                   |
|  | Aenigmatineidae                                                   |
|  |                                                                   |
|  | Neopseustidae                                                     |
|  |                                                                   |

|  | Aenigmatineidae |
|  |                 |
|  | Neopseustidae   |
|  |                 |

|  | Acanthopteroctetidae                                              |
|  |                                                                   |
|  | \| \| Aenigmatineidae \| \| \| \| \| \| Neopseustidae \| \| \| \| |
|  |                                                                   |
|  | Aenigmatineidae                                                   |
|  |                                                                   |
|  | Neopseustidae                                                     |
|  |                                                                   |

|  | Aenigmatineidae |
|  |                 |
|  | Neopseustidae   |
|  |                 |

|  | Acanthopteroctetidae                                              |
|  |                                                                   |
|  | \| \| Aenigmatineidae \| \| \| \| \| \| Neopseustidae \| \| \| \| |
|  |                                                                   |
|  | Aenigmatineidae                                                   |
|  |                                                                   |
|  | Neopseustidae                                                     |
|  |                                                                   |

|  | Aenigmatineidae |
|  |                 |
|  | Neopseustidae   |
|  |                 |

|  | Acanthopteroctetidae                                              |
|  |                                                                   |
|  | \| \| Aenigmatineidae \| \| \| \| \| \| Neopseustidae \| \| \| \| |
|  |                                                                   |
|  | Aenigmatineidae                                                   |
|  |                                                                   |
|  | Neopseustidae                                                     |
|  |                                                                   |

|  | Aenigmatineidae |
|  |                 |
|  | Neopseustidae   |
|  |                 |

|  | Lophocoronidae        |
|  |                       |
|  | Exoporia (6 famiglie) |
|  |                       |

|  | Acanthopteroctetidae                                              |
|  |                                                                   |
|  | \| \| Aenigmatineidae \| \| \| \| \| \| Neopseustidae \| \| \| \| |
|  |                                                                   |
|  | Aenigmatineidae                                                   |
|  |                                                                   |
|  | Neopseustidae                                                     |
|  |                                                                   |

|  | Aenigmatineidae |
|  |                 |
|  | Neopseustidae   |
|  |                 |

|  | Acanthopteroctetidae                                              |
|  |                                                                   |
|  | \| \| Aenigmatineidae \| \| \| \| \| \| Neopseustidae \| \| \| \| |
|  |                                                                   |
|  | Aenigmatineidae                                                   |
|  |                                                                   |
|  | Neopseustidae                                                     |
|  |                                                                   |

|  | Aenigmatineidae |
|  |                 |
|  | Neopseustidae   |
|  |                 |

|  | Acanthopteroctetidae                                              |
|  |                                                                   |
|  | \| \| Aenigmatineidae \| \| \| \| \| \| Neopseustidae \| \| \| \| |
|  |                                                                   |
|  | Aenigmatineidae                                                   |
|  |                                                                   |
|  | Neopseustidae                                                     |
|  |                                                                   |

|  | Aenigmatineidae |
|  |                 |
|  | Neopseustidae   |
|  |                 |

|  | Acanthopteroctetidae                                              |
|  |                                                                   |
|  | \| \| Aenigmatineidae \| \| \| \| \| \| Neopseustidae \| \| \| \| |
|  |                                                                   |
|  | Aenigmatineidae                                                   |
|  |                                                                   |
|  | Neopseustidae                                                     |
|  |                                                                   |

|  | Aenigmatineidae |
|  |                 |
|  | Neopseustidae   |
|  |                 |

## Conservazione
La specie non è stata inserita nella Lista rossa IUCN.
Poche informazioni sono disponibili riguardo alla fauna dell'isola dei Canguri, ma dal momento che sono note 19 specie di Callitris, non è da escludere la possibilità di scoprire in futuro altre popolazioni o specie di Aenigmatinea.
Callitris preissii è alquanto diffusa con due sottospecie nell'Australia sudorientale (Nuovo Galles del Sud e Victoria), nell'Australia Meridionale e in alcune zone orientali dell'Australia Occidentale.
Va sottolineato che Ae. glatzella è presente sull'isola solo con un piccolo areale, mentre tentativi mirati di trovare ulteriori esemplari nelle zone in cui la pianta nutrice è presente, si sono sempre rivelati infruttuosi. Per i motivi suddetti, appare certamente urgente attuare misure di protezione dell'habitat della specie.

### Pubblicazioni
- (EN) A. F. Braun, Pupal tracheation and imaginal venation in Microlepidoptera, in Transactions of the American Entomological Society, vol. 59, Philadelphia, 1933,  pp. 229-268, ISSN 2328-3815 (WC · ACNP), OCLC 874862115.
- (EN) J. M. Brown, S. M. Hedtke, A. R. Lemmon e E. M. Lemmon, E. M., When trees grow too long: investigating the causes of highly inaccurate Bayesian branch-length estimates (PDF), in Systematic Biology, vol. 59, n. 2, Oxford, Oxford University Press, marzo 2010,  pp. 145-161, DOI:10.1093/sysbio/syp081, ISSN 1063-5157 (WC · ACNP), LCCN 92641595, OCLC 672243084, PMID 20525627.
- (EN) A. Busck, On the classification of the Microlepidoptera, in Proceedings of the Entomological Society of Washington, vol. 16, n. 2, Washington, 16 giugno 1914,  pp. 46-54, ISSN 0013-8797 (WC · ACNP), LCCN 08018808, OCLC 630167895.
- (EN) A. Busck, On the female genitalia of the Microlepidoptera and their importance in the classification and determination of these moths, in Bulletin of the Brooklyn Entomological Society, vol. 26, Lancaster, Pa., 1931,  pp. 199-216, ISSN 1051-8940 (WC · ACNP), LCCN 90000415, OCLC 22146677.
- (EN) I. F. B. Common, Evolution and Classification of the Lepidoptera (abstract), in Annual Review of Entomology, vol. 20, Palo Alto, California, Entomological Society of America, gennaio 1975,  pp. 183-203, DOI:10.1146/annurev.en.20.010175.001151, ISSN 0066-4170 (WC · ACNP), LCCN 56005750, OCLC 1321134. URL consultato il 14 ottobre 2016 (archiviato dall'url originale il 3 febbraio 2019).
- (EN) C. A. Cummins e J. O. McInerney, A method for inferring the rate of evolution of homologous characters that can potentially improve phylogenetic inference, resolve deep divergence and correct systematic biases (PDF), in Systematic Biology, vol. 60, n. 6, Oxford, Oxford University Press, dicembre 2011,  pp. 833-844, DOI:10.1093/sysbio/syr064, ISSN 1063-5157 (WC · ACNP), LCCN 92641595, OCLC 5113554644, PMID 21804093.
- (EN) D. R. Davis, Systematics and zoogeography of the family Neopseustidae with the proposal of a new superfamily (Lepidoptera, Neopseustoidea) (PDF), in Smithsonian Contributions to Zoology, vol. 210, Washington, D.C., Smithsonian Institution Press, 1975,  pp. 1-44, DOI:10.5479/si.00810282.210, ISSN 0081-0282 (WC · ACNP), LCCN 75619049, OCLC 1258187.
- (EN) D. R. Davis, A revision of the North American moths of the superfamily Eriocranioidea with the proposal of a new family, Acanthopteroctetidae (Lepidoptera) (PDF), in Smithsonian Contributions to Zoology, vol. 251, Washington, Smithsonian Institution Press, 1978,  pp. 131, 344 figs, DOI:10.5479/si.00810282.251, ISSN 0081-0282 (WC · ACNP), LCCN 77024967, OCLC 8653798.
- (EN) D. R. Davis e E. S. Nielsen, Description of a new genus and two new species of Neopseustidae from South America, with discussion of phylogeny and biological observations (PDF), in Steenstrupia, vol. 6, n. 16, Copenaghen, Københavns universitet. Zoologisk museum, 1980,  pp. 253-289, ISSN 0375-2909 (WC · ACNP), LCCN 78641716, OCLC 186384799.
- (EN) J. S. Dugdale, Female Genital Configuration in the Classification of Lepidoptera (PDF), in New Zealand Journal of Zoology, vol. 1, n. 2, Wellington, 1974,  pp. 127-146, DOI:10.1080/03014223.1974.9517821, ISSN 1175-8821 (WC · ACNP), OCLC 60524666.
- (EN) Dyer, L. A.; Singer, M. S.; Lill, J. T.; Stireman, J. O.; Gentry, G. L.; Marquis, R. J.; Ricklefs, R. E.; Greeney, H. F.; Wagner, D. L.; Morais, H. C.; Diniz, I. R.; Kursar, T. A. & Coley, P.D., Host specificity of Lepidoptera in tropical and temperate forests (abstract), in Nature, vol. 448, n. 7154, Londra, Nature Publishing Group, 9 agosto 2007,  pp. 696-699, DOI:10.1038/nature05884, ISSN 0028-0836 (WC · ACNP), LCCN 12037118, OCLC 163611783, PMID 17687325.
- (EN) Grabherr, M. G.; Haas, B. J.; Yassour, M.; Levin, J. Z.; Thompson, D. A.; Amit, I.; Adiconis, X.; Fan, L.; Raychowdhury, R.; Zeng, Q.; Chen, Z.; Mauceli, E.; Hacohen, N.; Gnirke, A.; Rhind, N.; di Palma, F.; Birren, B. W.; Nusbaum, C.; Lindblad-Toh, K.; Friedman, N.; Regev, A., Full-length transcriptome assembly from RNA-Seq data without a reference genome (PDF), in Nature Biotechnology, vol. 29, n. 7, New York, NY, Nature Pub. Co., 15 maggio 2011,  pp. 644-652, DOI:10.1038/nbt.1883, ISSN 1087-0156 (WC · ACNP), LCCN 96647227, OCLC 4797362656, PMID 21572440.
- (EN) F. Hünefeld e N. P. Kristensen, The female postabdomen and genitalia of the basal moth family Heterobathmiidae (Insecta: Lepidoptera): structure and phylogenetic significance (abstract), in Arthropod Structure & Development, vol. 41, n. 4, Oxford, Elsevier Science, luglio 2012,  pp. 395-407, DOI:10.1016/j.asd.2012.05.001, ISSN 1467-8039 (WC · ACNP), LCCN 00260055, OCLC 800142075, PMID 22583794.
- (EN) S. Knölke, S. Erlacher, A. Hausmann, M. A. Miller e A. H.  Segerer, A procedure for combined genitalia dissection and DNA extraction in Lepidoptera (PDF), in Insect Systematics and Evolution, vol. 35, n. 4, Stenstrup, Danimarca e Leida, Paesi Bassi, Apollo Books e Brill, 2004,  pp. 401-409, DOI:10.1163/187631204788912463, ISSN 1399-560X (WC · ACNP), LCCN 00252879, OCLC 680826544. URL consultato il 14 ottobre 2016 (archiviato dall'url originale il 20 ottobre 2016).
- (EN) H. W. Krenn, Feeding mechanisms of adult Lepidoptera: structure, function, and evolution of the mouthparts (abstract), in Annual Review of Entomology, vol. 55, Palo Alto, California, Annual Reviews, gennaio 2010,  pp. 307-327, DOI:10.1146/annurev-ento-112408-085338, ISSN 0066-4170 (WC · ACNP), LCCN a56005750, OCLC 475678309, PMID 19961330. URL consultato il 14 ottobre 2016 (archiviato dall'url originale l'11 dicembre 2019).
- (EN) N. P. Kristensen, The Morphological and Functional Evolution of the Mouthparts in Adult Lepidoptera (abstract), in Opuscula Entomologica, vol. 33, Lund, Entomologiska sällskapet, 1968,  pp. 69-72, ISSN 0375-0205 (WC · ACNP), LCCN 70020995, OCLC 1761351.
- (EN) N. P. Kristensen, Studies on the morphology and systematics of primitive Lepidoptera (Insecta) (abstract), in Steenstrupia, vol. 10, n. 5, Copenaghen, Zoologisk Museum, 1984,  pp. 141-191, ISSN 0375-2909 (WC · ACNP), LCCN 78641716, OCLC 35420370.
- (EN) N. P. Kristensen, Morphology and phylogeny of the lowest Lepidoptera-Glossata: Recent progress and unforeseen problems (PDF), in Bulletin of the Sugadaira Montane Research Centre, vol. 11, University of Tsukuba, 1991,  pp. 105-106, ISSN 09136800 (WC · ACNP), OCLC 747190906.
- (EN) Kristensen, N. P.; Hilton, D. J.; Kallies, A.; Milla, L.; Rota, J.; Wahlberg, N.; Wilcox, S. A.; Glatz, R. V.; Young, D. A.; Cocking, G.; Edwards, T.; Gibbs, G. W.; Halsey, M., A new extant family of primitive moths from Kangaroo Island, Australia, and its significance for understanding early Lepidoptera evolution (abstract), in Systematic Entomology, vol. 40, n. 1, Oxford, The Royal Entomological Society - Blackwell Publishers, gennaio 2015,  pp. 5-16, DOI:10.1111/syen.12115, ISSN 0307-6970 (WC · ACNP), LCCN 76646885, OCLC 5718372841.
- (EN) N. P. Kristensen e E. S. Nielsen, Double-tube proboscis configuration in neopseustid moths (Lepidoptera : Neopseustidae) (abstract), in International Journal of Insect Morphology and Embryology, vol. 10, n. 5-6, Oxford / New York, Pergamon, 1981,  pp. 483-486, DOI:10.1016/0020-7322(81)90027-1, ISSN 0020-7322 (WC · ACNP), LCCN 2007233082, OCLC 4923859896.
- (EN) Kristensen, N. P., Rota, J. & Fischer, S., Notable plesiomorphies and notable specializations: head structure of the primitive “tongue moth” Acanthopteroctetes unifascia (Lepidoptera: Acanthopteroctetidae) (abstract), in Journal of Morphology, vol. 275, n. 2, New York, Wiley-Liss, Inc., febbraio 2014,  pp. 153-172, DOI:10.1002/jmor.20205, ISSN 0362-2525 (WC · ACNP), LCCN 87658625, OCLC 916728103, PMID 24127297.
- (EN) Kristensen, N. P., Scoble, M. J. & Karsholt, O., Lepidoptera phylogeny and systematics: the state of inventorying moth and butterfly diversity (PDF), in Zootaxa, vol. 1668, Auckland, Nuova Zelanda, Magnolia Press, 21 dicembre 2007,  pp. 699-747, ISSN 1175-5326 (WC · ACNP), OCLC 838570989.
- (EN) Langmead, B. & Salzberg, S. L., Fast gapped-read alignment with Bowtie 2 (abstract), in Nature Methods, vol. 9, n. 4, New York, Nature Pub. Group, aprile 2012,  pp. 357-359, DOI:10.1038/nmeth.1923, ISSN 1548-7091 (WC · ACNP), LCCN 2004214152, OCLC 781962073, PMID 22388286.
- (EN) Li, H. & Durbin, R., Fast and accurate short read alignment with Burrows-Wheeler transform (PDF), in Bioinformatics, vol. 25, n. 14, Oxford, Oxford University Press, 18 maggio 2009,  pp. 1754-1760, DOI:10.1093/bioinformatics/btp324, ISSN 1367-4803 (WC · ACNP), LCCN 98641767, OCLC 678579270, PMID 20080505.
- (EN) Liu, Y. C., Schroder, J. & Schmidt, B., Musket: a multistage k-mer spectrum-based error corrector for Illumina sequence data (PDF), in Bioinformatics, vol. 29, n. 3, Oxford, Oxford University Press, 1º febbraio 2013,  pp. 308-315, DOI:10.1093/bioinformatics/bts690, ISSN 1367-4803 (WC · ACNP), LCCN 98641767, OCLC 826375577, PMID 23202746.
- (EN) D. C. Marshall, Cryptic failure of partitioned Bayesian phylogenetic analyses: lost in the land of long trees (PDF), in Systematic Biology, vol. 59, n. 1, Washington D.C., Society of Systematic Biologists, gennaio 2010,  pp. 108-117, DOI:10.1093/sysbio/syp080, ISSN 1063-5157 (WC · ACNP), LCCN 92641595, OCLC 672243076, PMID 20525623.
- (EN) S. E. Miller e R. W.  Hodges, Primary types of microlepidoptera in the Museum of Comparative Zoology (with a discursion [sic] on V.T. Chambers’ work) (PDF), in Bulletin of the Museum of Comparative Zoology, vol. 152, n. 2, Cambridge, Massachusetts, Museum of Comparative Zoology, Harvard University, 1990,  pp. 45-87, ISSN 0027-4100 (WC · ACNP), OCLC 22356913.
- (EN) Mosher E., A Classification of the Lepidoptera Based on Characters of the Pupa, in Bulletin of the Illinois State Laboratory of Natural History, vol. 1912, n. 2, Urbana, Illinois, Illinois State Laboratory of Natural History, marzo 1916,  p. 62, DOI:10.5962/bhl.title.70830, ISSN 0073-5272 (WC · ACNP), LCCN 16027309, OCLC 2295354.
- (EN) Mutanen, M., Wahlberg, N. & Kaila, L., Comprehensive gene and taxon coverage elucidates radiation patterns in moths and butterflies (PDF), in Proceedings of the Royal Society (B), vol. 277, n. 1695, Londra, The Royal Society, maggio 2010,  pp. 2839-2848, DOI:10.1098/rspb.2010.0392, ISSN 0080-4649 (WC · ACNP), LCCN 93660116, OCLC 672416662, PMID 20444718.
- (EN) A. Mutuura, A new genus of a homoneurous moth and the description of a new species (Lepidoptera: Neopseustidae) (abstract), in Canadian Entomologist, vol. 103, n. 8, Ottawa, Entomological Society of Canada, 31 agosto 1971,  pp. 1129-1136, DOI:10.4039/Ent1031129-8, ISSN 0008-347X (WC · ACNP), LCCN agr38000066, OCLC 4662159933.
- (EN) A. Mutuura, Morphology of the Female Terminalia in Lepidoptera, and Its Taxonomic Significance (abstract), in Canadian Entomologist, vol. 104, n. 7, Ottawa, Entomological Society of Canada, 31 luglio 1972,  pp. 1055-1071, DOI:10.4039/Ent1041055-7, ISSN 0008-347X (WC · ACNP), LCCN agr38000066, OCLC 4662161307.
- (EN) E. S. Nielsen, Primitive (non-ditrysian) Lepidoptera of the Andes: diversity, distribution, biology and phylogenetic relationships (PDF), in Journal of Research on the Lepidoptera, 1(suppl.), Arcadia, California, Lepidoptera Research Foundation, 1985,  pp. 1-16, ISSN 0022-4324 (WC · ACNP), LCCN 2010202002, OCLC 1754781. URL consultato il 14 ottobre 2016 (archiviato dall'url originale il 2 aprile 2015).
- (EN) Nielsen, E. S. & Kristensen, N. P., The Australian moth family Lophocoronidae and the basal phylogeny of the Lepidoptera-Glossata (abstract), in Invertebrate Taxonomy, vol. 10, n. 6, Melbourne, CSIRO, 1996,  pp. 1199-1302, DOI:10.1071/IT9961199, ISSN 0818-0164 (WC · ACNP), LCCN 87644115, OCLC 842755705.
- (EN) van Nieukerken, E. J., Kaila, L., Kitching, I. J., Kristensen, N. P., Lees, D. C., Minet, J., Mitter, C., Mutanen, M., Regier, J. C., Simonsen, T. J., Wahlberg, N., Yen, S.-H., Zahiri, R., Adamski, D., Baixeras, J., Bartsch, D., Bengtsson, B. Å., Brown, J. W., Bucheli, S. R., Davis, D. R., De Prins, J., De Prins, W., Epstein, M. E., Gentili-Poole, P., Gielis, C., Hättenschwiler, P., Hausmann, A., Holloway, J. D., Kallies, A., Karsholt, O., Kawahara, A. Y., Koster, S. (J. C.), Kozlov, M. V., Lafontaine, J. D., Lamas, G., Landry, J.-F., Lee, S., Nuss, M., Park, K.-T., Penz, C., Rota, J., Schintlmeister, A., Schmidt, B. C., Sohn, J.-C., Solis, M. A., Tarmann, G. M., Warren, A. D., Weller, S., Yakovlev, R. V., Zolotuhin, V. V., Zwick, A., Order Lepidoptera Linnaeus, 1758. In: Zhang, Z.-Q. (Ed.) Animal biodiversity: An outline of higher-level classification and survey of taxonomic richness (PDF), in Zootaxa, vol. 3148, Auckland, Nuova Zelanda, Magnolia Press, 23 dicembre 2011,  pp. 212-221, ISSN 1175-5334 (WC · ACNP), OCLC 971985940.
- (EN) Noirot, C. & Quennedey, A., Fine structure of insect epidermal glands (abstract), in Annual Review of Entomology, vol. 19, n. 1, Palo Alto, California, Entomological Society of America, gennaio 1974,  pp. 61-80, DOI:10.1146/annurev.en.19.010174.000425, ISSN 0066-4170 (WC · ACNP), LCCN a56005750, OCLC 4761120733.
- (EN) Peña, C. & Malm, T., VoSeq: a voucher and DNA sequence web application (PDF), in PLos ONE, vol. 7, n. 6, San Francisco, California, Public Library of Science, 12 giugno 2012,  p. e39071, DOI:10.1371/journal.pone.0039071, ISSN 1932-6203 (WC · ACNP), LCCN 2006214532, OCLC 947559788, PMID 22720030.
- (EN) A. Philpott, The maxillae in the Lepidoptera (PDF), in Transactions of the New Zealand Institute, vol. 57, Wellington, Royal Society of New Zealand, 22 febbraio 1927,  pp. 721-746, ISSN 1176-6158 (WC · ACNP), OCLC 84073801.
- (EN) Pye, M. G., Gadek, P. A. & Edwards, K. J., Divergence, diversity and species of the Australasian Callitris (Cupressaceae) and allied genera: evidence from ITS sequence data (abstract), in Australian Systematic Botany, vol. 16, n. 4, East Melbourne, Vic., Australian Academy of Science, settembre 2003,  pp. 505-514, DOI:10.1071/SB02019, ISSN 1030-1887 (WC · ACNP), LCCN sf94092281, OCLC 18489688.
- (EN) Rambaut, A. & Drummond, A. J., Tracer v1.4 [WWW document], BEAST Software (Bayesian Evolutionary Analysis Sampling Trees), 2007 (archiviato dall'url originale il 14 ottobre 2016).
- (EN) Regier, J. C.; Mitter, C.; Zwick, A.; Bazinet, A. L.; Cummings, M. P.; Kawahara, A. Y.; Sohn, J. C.; Zwickl, D. J.; Cho, S.; Davis, D. R.; Baixeras, J.; Brown, J.; Parr, C.; Weller, S.; Lees, D. C.; Mitter, K. T., A large-scale, higher-level, molecular phylogenetic study of the insect order Lepidoptera (moths and butterflies) (PDF), in PLoS ONE, vol. 8, n. 3, 12 marzo 2013,  p. e58568, DOI:10.1371/journal.pone.0058568, ISSN 1932-6203 (WC · ACNP), LCCN 2006214532, OCLC 836035143, PMID 23554903.
- (EN) Ren, F., Tanaka, H. & Yang, Z., An empirical examination of the utility of codon-substitution models in phylogeny reconstruction (PDF), in Systematic Biology, vol. 54, n. 5, Washington, D.C., Society of Systematic Biologists, ottobre 2005,  pp. 808-818, DOI:10.1080/10635150500354688, ISSN 1063-5157 (WC · ACNP), LCCN 92641595, OCLC 106217161, PMID 16243764.
- (EN) Ronquist, F., Teslenko, M., van der Mark, P., Ayres, D. L., Darling, A., Höhna, S., Larget, B., Liu, L., Suchard, M. A., Huelsenbeck, J. P., MrBayes 3.2: efficient bayesian phylogenetic inference and model choice across a large model space (PDF), in Systematic Biology, vol. 61, n. 3, Oxford, Oxford University Press, maggio 2012,  pp. 539-542, DOI:10.1093/sysbio/sys029, ISSN 1063-5157 (WC · ACNP), LCCN 92641595, OCLC 4824620162, PMID 22357727.
- (EN) Rota, J. & Wahlberg, N., Exploration of data partitioning in an eight-gene data set: phylogeny of metalmark moths (Lepidoptera, Choreutidae) (abstract), in Zoologica Scripta, vol. 41, n. 5, Stoccolma, Blackwell Science, settembre 2012,  pp. 536-546, DOI:10.1111/j.1463-6409.2012.00551.x, ISSN 0300-3256 (WC · ACNP), LCCN 72625949, OCLC 5154078255.
- (EN) Rota-Stabelli, O., Lartillot, N., Philippe, H. & Pisani, D., Serine codon-usage bias in deep phylogenomics: pancrustacean relationships as a case study (PDF), in Systematic Biology, vol. 62, n. 1, Oxford, Oxford University Press, 1º gennaio 2013,  pp. 121-133, DOI:10.1093/sysbio/sys077, ISSN 1063-5157 (WC · ACNP), LCCN 92641595, OCLC 826869939, PMID 22962005.
- (EN) Schulz, M. H., Zerbino, D. R., Vingron, M. & Birney, E., Oases: robust de novo RNA-seq assembly across the dynamic range of expression levels (PDF), in Bioinformatics, vol. 28, n. 8, Oxford, Oxford University Press, 15 aprile 2012,  pp. 1086-1092, DOI:10.1093/bioinformatics/bts094, ISSN 1367-4803 (WC · ACNP), LCCN 98641767, OCLC 785619138, PMID 22368243.
- (EN) T. J. Simonsen, Wing vestiture of the newly described monotrysian Lepidoptera family Andesianidae Davis and Gentili suggests affinity with the putative Tischerioidea-Ditrysia clade (Insecta: Lepidoptera) (abstract), in Studies on Neotropical Fauna and Environment, vol. 44, n. 2, Amsterdam, Taylor & Francis, 23 luglio 2009,  pp. 109-114, DOI:10.1080/01650520902956042, ISSN 0165-0521 (WC · ACNP), LCCN 76649230, OCLC 4655405514.
- (EN) E. L. Smith, Evolutionary morphology of external insect genitalia. 1. Origin and relationships to other appendages (PDF), in Annals of the Entomological Society of America, vol. 62, n. 5, College Park, Md., 15 settembre 1969,  pp. 1051-1079, ISSN 0013-8746 (WC · ACNP), LCCN 08018807, OCLC 5722264149. URL consultato il 25 aprile 2019 (archiviato dall'url originale il 27 luglio 2018).
- (EN) Stamatakis, A., Hoover, P. & Rougemont, J., A rapid bootstrap algorithm for the RAxML web-servers (PDF), in Systematic Biology, vol. 75, n. 5, Oxford, Oxford University Press, ottobre 2008,  pp. 758-771, DOI:10.1080/10635150802429642, ISSN 1063-5157 (WC · ACNP), LCCN 92641595, OCLC 269023871, PMID 18853362.
- (RU, EN) A. A. Stekol'nikov, Functional Morphology of the Copulatory Apparatus in the Primitive Lepidoptera and General Evolutionary Trends in the Genitalia of the Lepidoptera, in Энтомологическое обозрение (Ėntomologičeskoe obozrenie = Entomological review), vol. 46, n. 3, Leningrado, Наука (Nauka), 1967,  pp. 400-409, ISSN 0367-1445 (WC · ACNP), OCLC 7619241.
- (EN) Thorvaldsdóttir, H., Robinson, J. T. & Mesirov, J. P., Integrative Genomics Viewer (IGV): high-performance genomics data visualization and exploration (PDF), in Briefings in Bioinformatics, vol. 14, n. 2, Londra / Birmingham, AL, Stewart Publications, marzo 2013,  pp. 178-192, DOI:10.1093/bib/bbs017, ISSN 1467-5463 (WC · ACNP), LCCN 00244550, OCLC 830872477, PMID 22517427. URL consultato il 25 aprile 2019 (archiviato dall'url originale il 6 novembre 2016).
- (EN) Wahlberg, N. & Wheat, C. W., Genomic outposts serve the phylogenomic pioneers: designing novel nuclear markers for genomic DNA extractions of Lepidoptera (PDF), in Systematic Biology, vol. 57, n. 2, Oxford, Oxford University Press, aprile 2008,  pp. 231-242, DOI:10.1080/10635150802033006, ISSN 1063-5157 (WC · ACNP), LCCN 92641595, OCLC 264160402, PMID 18398768.
- (EN) Wiegmann, B. M., Mitter, C., Regier, J. C., Friedlander, T. P., Wagner, D. M. & Nielsen, E. S., Nuclear genes resolve Mesozoic-aged divergences in the insect order Lepidoptera (abstract), in Molecular Phylogenetics and Evolution, vol. 15, n. 2, Orlando, FL, Academic Press, maggio 2000,  pp. 242-259, DOI:10.1006/mpev.1999.0746, ISSN 1095-9513 (WC · ACNP), LCCN 93648932, OCLC 36950039, PMID 10837154.
- (EN) Zerbino, D. R. & Birney, E., Velvet: algorithms for de novo short read assembly using de Bruijn graphs (PDF), in Genome Research, vol. 18, n. 5, Cold Spring Harbor, N.Y., Cold Spring Harbor Laboratory Press, maggio 2008,  pp. 821-829, DOI:10.1101/gr.074492.107, ISSN 1088-9051 (WC · ACNP), LCCN 96658684, OCLC 678392971, PMID 18349386.

### Testi
- (EN) ABRS, Flora of Australia, vol. 48: Ferns, Gymnosperms and Allied Groups, Canberra, Australian Biological Resources Study & CSIRO Publishing, 1998,  p. 500, ISBN 9780643059726, LCCN 84134472, OCLC 41670292.
- (EN) P. Ax, The Phylogenetic System of the Metazoa, collana Multicellular Animals, Kinsey, S. (traduttore), Volume II, Berlino, Heidelberg, New York, Springer-Verlag, 2000,  pp. XXIV, 396, DOI:10.1007/978-3-662-10396-8, ISBN 9783540674061, LCCN 96015839, OCLC 851367457.
- (EN) J. L. Capinera (a cura di), Encyclopedia of Entomology, 4 voll., 2ª ed., Dordrecht, Springer Science+Business Media B.V., 2008,  pp. lxiii + 4346, ISBN 978-1-4020-6242-1, LCCN 2008930112, OCLC 837039413.
- (EN) R. F. Chapman, The insects: structure and function, 4ª ed., Cambridge, Cambridge University Press, 1998,  pp. xvii, 770, ISBN 0-521-57048-4, LCCN 97035219, OCLC 37682660.
- (EN) I. F. B. Common, Moths of Australia, Slater, E. (fotografie), Carlton, Victoria, Melbourne University Press, 1990,  pp. vi, 535, 32 con tavv. a colori, ISBN 9780522843262, LCCN 89048654, OCLC 220444217.
- (EN) Davies, M., Twidale, C. R. & Tyler, M. J. (a cura di), Natural History of Kangaroo Island, collana Occasional publications of the Royal Society of South Australia, vol. 2, 2nd edn., Adelaide, Royal Society of South Australia, 2002  [1979],  pp. [vii], 202, ISBN 0959662774, OCLC 50776785.
- (EN) D. A. Grimaldi e M. S. Engel, Evolution of the insects, Cambridge [U.K.]; New York, Cambridge University Press, maggio 2005,  pp. xv + 755, ISBN 978-0-521-82149-0, LCCN 2004054605, OCLC 56057971.
- (EN) W. Hennig, Phylogenetic Systematics, Urbana, Illinois, University of Illinois Press, 1966,  pp. XIII, 263, DOI:10.1002/mmnd.19820290131, ISBN 9780252068140, LCCN 78031969, OCLC 744772.
- (EN) N. P. Kristensen (a cura di), Handbuch der Zoologie / Handbook of Zoology, Band 4: Arthropoda - 2. Hälfte: Insecta - Lepidoptera, moths and butterflies, Kükenthal, W. (Ed.), Fischer, M. (Scientific Ed.), Teilband/Part 35: Volume 1: Evolution, systematics, and biogeography, ristampa 2013, Berlino, New York, Walter de Gruyter, 1999  [1998],  pp. x, 491, ISBN 978-3-11-015704-8, OCLC 174380917.
- (LA) Linneo, Pars II, in Systema naturæ[collegamento interrotto], Tom. I, Editio duodecima, reformata, Holmiæ, Laurentius Salvius, 1767,  p. 1328, ISBN non esistente, LCCN agr11000908, OCLC 897527988.
- (EN) Miller, M. A., Pfeiffer, W. & Schwartz, T., Creating the CIPRES Science Gateway for inference of large phylogenetic trees, New Orleans, Louisiana, Proceedings of the Gateway Computing Environments Workshop (GCE), novembre 2010,  pp. 1-7, DOI:10.1145/2016741.2016785, ISBN 9781424497522, ISSN 2152-1085 (WC · ACNP), LCCN 2009204210, OCLC 4801885885.
- (EN, FR) E. S. Nielsen, The monotrysian heteroneuran phylogeny puzzle: a possible solution (Lepidoptera), in Societas Europaea Lepidopterologica (a cura di), Proceedings of the 3rd Congress of European Lepidopterology, Cambridge, 1982, Karlsruhe, 1985,  p. 211, ISBN non esistente, LCCN 86201647, OCLC 17508888.
- (EN) M. J. Scoble, The Lepidoptera: Form, Function and Diversity, seconda edizione, London, Oxford University Press & Natural History Museum, 2011  [1992],  pp. xi, 404, ISBN 978-0-19-854952-9, LCCN 92004297, OCLC 25282932.
- (EN) F. W. Stehr (a cura di), Immature Insects, 2 volumi, seconda edizione, Dubuque, Iowa, Kendall/Hunt Pub. Co., 1991  [1987],  pp. ix, 754, ISBN 9780840337023, LCCN 85081922, OCLC 13784377.
- (EN) Upton, M. S. & Mantle, B., Methods for Collecting, Preserving and Studying Insects and Other Terrestrial Arthropods, collana Australian Entomological Society. Miscellaneous Publication, Vol. 3, 5ª edizione, Canberra, Australian Entomological Society, 2010  [1991],  p. 81, DOI:10.1111/j.1440-6055.2012.00871.x, ISBN 9780646543376, LCCN 95122853, OCLC 670535959.
- (EN) B. M. Wiegmann, The earliest radiation of the Lepidoptera: Evidence from 18S rDNA, College Park, Ph. D. thesis, University of Maryland, 1994,  pp. ix, 230, ISBN non esistente, OCLC 34061109.